# Segovia de Sacedón
Segovia de Sacedón es una entidad de población española del municipio de Monterrubio de la Sierra, perteneciente a la provincia de Salamanca, en la comunidad autónoma de Castilla y León.

## Toponimia
El lugar puede aparecer referido como «Segovia de Sacedón» y «Segovia de Salcedón».

## Historia
Hacia mediados del siglo XIX, el lugar, una alquería ya por entonces perteneciente a Monterrubio de la Sierra, tenía contabilizada una población de tres habitantes. Aparece descrito en el decimocuarto volumen del Diccionario geográfico-estadístico-histórico de España y sus posesiones de Ultramar de Pascual Madoz con las siguientes palabras:

SEGOVIA DE SALCEDON: alq. en la prov. de Salamanca, part. jud. de Alba de Tormes, térm. municipal de Monterrubio de la Sierra. pobl.: 1 vec., 3 alm.
(Madoz, 1849, pp. 148-149)

En 2023, la entidad singular de población tenía empadronados dos habitantes.